# Венац војводе Степе Степановића (Сомбор)
| Венац војводе Степе Степановића | Венац војводе Степе Степановића |
| ------------------------------- | ------------------------------- |
|                                 |                                 |
| Почетак                         | Венац војводе Петра Бојовића    |
| Крај                            | Венац војводе Живојина Мишића   |
| Дужина                          | 560 m                           |
| Ширина                          | 40 до 45 m                      |
| Створена                        |                                 |
| Названа                         |                                 |
|                                 |                                 |
| Поглед на улицу                 |                                 |

Венац војводе Степе Степановића је један од четири "венца" који чине улице у оквиру кога је смештено старо језгро Сомбора и улице у њему.

## О Венцу
Венац војводе Степе Степановића налази се са јужне стране старог језгра Сомбора.

Венац војводе Степе Степановића се протеже од Венца војводе Петра Бојовића са западне, до Венца војводе Живојина Мишића са источне стране.
На Венац излазе четири улице старог градског језгра:  Улица Доситејева, Улица Париска, Улица Краља Петра I и Улица Мирна.

## Име Венца
Крајем 19. века венац је назван именом Венац Деак Ференца, мађарског државника и министра правде, познатог по надимку "Мудрац из народа". 
После Првог светског рата преименован је 1919. године у Венац војводе Степе Степановића, команданта Друге српске армије, како се и данас зове.

## Венцем војводе Степе Степановића
Значајније грађевине на Венцу војводе Степе Степановића:
- Палата Фалционе која се налази на углу Улице Краља Петра I, омања љупка једноспратница у стилу романтизма, здање Јулија Ђуле Фалционеа.
- Здање др Косте Гргурова, масивно једноспратно здање, са фасадом у стилу електрицизма, које се налази  на другом углу Улице Краља Петра I.
- На броју 20. налази се кућа сликара Лајоша Хушвета, који је у њој живео и стварао до своје смрти, 1956. године.
- Масивно двоспратно здање Окружне канцеларије за лечење и осигурање, на углу Мирне улице, које и данас има исту намену, саграђено почетком тридесетих година 20. века у стилу арт-декоа – ране модерне. Данас је то Републички фонд за пензијско и инвалидско осигурање и Републички фонд за здравствено осигурање.
- Са јужне стране на Венац војводе Степе Степановића гледају Кармелићанска црква и здање Жупаније са парком.
- На Венцу војводе Степе Степановић после Другог светског рата је саграђено неколико нових стамбених и службених зграда социјалистичке архитектуре:

- Зграда Народне банке на углу Улице Стапарски пут (данас Пореска управа),
- Срески суд на углу Улице Мите Поповића (данас Основни суд),
- Пошта на углу Улице Доситејеве,
- Ту се још налазе и две спојене стамбене зграде на углу Венца војводе Петра Бојовића.

## Галерија
- Поглед на Венац војводе Степе Степановића
- Поглед на Венац војводе Степе Степановића